# Točkasto izdanje
Točkasto izdanje (eng. point release) je malo izdanje softverskog projekta, osobito ono koje je više objavljeno radi popravljanja bugova ili radi malih čišćenja, nego radi dodavanja osobina. Izraz implicira da su takva izdanja odnosno česta, a uglavnom ga se rabi u smislu projekata otvorenog koda koje se razvija prema bazarskom modelu kao što je opisano u eseju Erica S. Raymonda Katedrala i bazar.
Uz maloprodajna izdanja softvera, točkasta su izdanja česta, ali ne neophodna, ažuriranja korisnicima besplatna su za punu inačicu, nasuprot velikom izdanju koje učestalo dolazi uz neku nešto manju cijenu čak i prijašnjim korisnicima. 
Točka u imenu odnosi se na broj inačice, jer je pomak u ovakvom izdanju tek iza točke u softverskoj inačici, pa je tako s 7.0 na 7.1, s 2.3.1 na 2.3.2. 